# Solano (Calabria)
Solano è un centro abitato della città metropolitana di Reggio Calabria, amministrativamente suddiviso tra i comuni di Bagnara Calabra (Solano Inferiore) e Scilla (Solano Superiore).
Situato tra Bagnara Calabra e l'Aspromonte, conta tra gli 800 e i 1 000 abitanti.

## Monumenti e luoghi d'interesse
- Chiesa di Santa Maria delle Grazie, storico luogo di culto di Solano Inferiore, venne elevata in parrocchia dal vescovo Leone Ciampa nel 1830.[1]
- Chiesa di Santa Maria del Carmelo, chiesa parrocchiale di Solano Superiore.[2]
- Fontana Ruffo
- Monumento a Paolo De Flotte